# 와키노익티스
와키노익티스(Wakinoichthys)는 대한민국과 일본의 백악기 전기 지층에서 산출되는 화석 어류의 일종이다. 그 이름의 와키노(Wakino)는 일본의 와키노 subgroup에서 따온 것이다. 몸길이는 대략 7~12cm 정도이다.

## 특징
한눈에 봐도 들어오는 와키노익티스의 특징이라면, 비교적 가느다랗게 생겼다는 것이다. 종에 따라 몸의 가느다란 정도가 다른데, 이는 분류 항목에 서술하겠다.
머리를 보면, 턱은 길쭉하여 위에 뾰족한 이빨이 나 있으며, 머리의 부접형골(parasphenoid)에 이빨의 유무는 확실하지 않다(적어도 맨눈으로는 보이지 않는다).
몸통을 보면, 척추가 대략 48개 전후로 나 있고, 가슴지느러미가 길게 뻗어나가 배지느러미의 안쪽 끝에 닿을 정도이다. 척추 위로 따로 떨어져, 등지느러미와는 별개인 뼈(supraneural bone)가 머리 뒤로 일렬로 여럿이 나 있는데, 이것이 대체로 납작한 이파리 모양이다.
꼬리를 보면, 하미축골(hypural)이 총 7개이고, 꼬리지느러미를 이루는 뼈는 가장 바깥쪽에 길게 뻗은 것들부터 안쪽으로 세어 총 18가닥이 나 있다.

## 분류
와키노익티스는 골설어목의 일종으로, Yabumoto(1994)는 같은 화석 골설어목인 리콥테라과(Lycopteridae), 후아시아(Huashia) 등과 형태가 유사하다고 기술하였으나, 골설어목 내 계통학적 위치에 대하여는 자세히 제시하지 않았다.
와키노익티스는 기재논문에서 두 개의 종이 명명되었는데, 하나는 아오키종(W. aokii)이고 다른 하나는 로부스투스종(W. robustus)이다. 아오키종은 비교적 마른 생김새이고, 로부스투스종은 비교적 통통한 모습이며 머리가 크다.